# Belagerung von Godesberg
Die Belagerung von Godesberg vom 18. November bis 17. Dezember 1583 war die erste größere Belagerung im Truchsessischen Krieg (1583–1589). Im Bestreben, die Kontrolle über eine bedeutende Festung an sich zu reißen, umzingelten bayerische Truppen und Söldner den Godesberg und das an seinem Fuße gelegene Dorf, das heutige Bad Godesberg. An der Spitze des Berges befand sich eine beeindruckende Festungsanlage, die Godesburg, die im frühen 13. Jahrhundert vom Kurfürstentum Köln errichtet worden war.
Hochaufragend über dem Rheintal kontrollierte der Herr der Godesburg durch ihre strategisch bedeutsame Lage die Straßen von und nach Köln, dem Wirtschaftszentrum der Region, und Bonn, der Hauptstadt von Kurköln. Später hatten die Kurfürsten die Mauern der Burg verstärkt und die Türme erhöht. Im 14. Jahrhundert wurde eine kleine Wohnstätte und ein Donjon angefügt, wodurch sich die Festung zu einem Bollwerk für die kurfürstlichen Archive und Wertsachen entwickelte. Bis zur Mitte des 16. Jahrhunderts galt die Godesburg als nahezu uneinnehmbar. Sie hatte sich zu einem Machtsymbol des Doppelamtes aus Kurfürst und Erzbischof von Köln, eines der wohlhabendsten kirchlichen Territorien im Heiligen Römischen Reich, entwickelt. Der Truchsessische Krieg, eine Fehde zwischen dem protestantischen Kurfürsten Gebhard, Truchsess von Waldburg und dem katholischen Kurfürsten Ernst von Bayern, war ein weiteres schismatisches Kapitel in der kurfürstlichen und erzbistümlichen Geschichte.
Im November 1583 wurde die Godesburg von bayerischen Streitkräften angegriffen. Sie hielt jedoch auch einer langen Kanonade der Angreifer stand; schließlich gruben Sappeure einen Tunnel in den Basaltuntergrund des Berges, platzierten 680 Kilogramm Schwarzpulver im Tunnel und sprengten einen erheblichen Teil der Befestigungsanlagen in die Luft. Durch die Explosion wurde ein Großteil der Verteidiger getötet. Die verbleibenden Verteidiger leisteten jedoch weiterhin erbitterten Widerstand und das durch die Sprengung entstandene Geröll behinderte das Fortkommen der Angreifer. Erst als einige der Angreifer über das Latrinensystem in den Innenhof der Anlage gelangten, konnten die Bayern die Überhand gewinnen. Der Kommandeur der Godesburg und einige weitere überlebende Verteidiger suchten Schutz im Bergfried; indem er im Kerker gefangene Gegner als Geiseln benutzte, erhandelte der Kommandeur freies Geleit für sich, seine Frau und seinen Leutnant. Die anderen, die im Bergfried Zuflucht gesucht hatten – Männer, Frauen und Kinder – wurden getötet. Das nahegelegene Bonn fiel den Bayern im darauffolgenden Monat in die Hände.

## Hintergrund

Die weltlichen Besitzungen der Erzbischöfe von Köln erstreckten sich über 60 km entlang des Rheins. Die grauen Linien entsprechen den Grenzen der heutigen Staaten Deutschland, Belgien und Niederlande, die Flüsse werden ebenfalls in ihrem heutigen Lauf dargestellt. Die Reichsstadt Köln zählte nicht zum Kurfürstentum, obwohl sie Teil der Erzdiözese war. Venlo, Duisburg, Dortmund und Nijmegen gehörten ebenfalls nicht zu Kurköln, obwohl sie im Truchsessischen Krieg eine wichtige Rolle spielten.

Der Truchsessische Krieg (1583–1589) wurde durch die Konvertierung von Kurfürst-Erzbischof Gebhard von Waldburg 1582 zum Calvinismus und seine nachfolgende Hochzeit mit Agnes von Mansfeld-Eisleben 1583 ausgelöst. Als er sich weigerte, auf seine Ämter zu verzichten, wählte eine Gruppe Geistlicher im Kölner Domkapitel einen anderen Erzbischof, Ernst von Bayern aus dem Haus Wittelsbach.
Zu Beginn kämpften nur Truppen der beiden konkurrierenden Erzbischöfe um die Kontrolle im Kurfürstentum; innerhalb weniger Monate hatte sich der Kampf von einer lokalen Fehde zu einem Krieg entwickelt, in dem zur Unterstützung der Protestanten auch Truppen aus der Kurpfalz und auf Seiten der Katholiken Truppen aus dem Herzogtum Bayern teilnahmen. Italienische Söldner, die mit päpstlichem Gold angeheuert worden waren, vermehrten die katholischen Streitkräfte. 1586 eskalierte der Konflikt noch weiter, als sich Truppen aus den spanischen Niederlanden direkt den Katholiken anschlossen, was wiederum eine tertiäre Beteiligung von Heinrich III. von Frankreich und Elisabeth I. von England auf protestantischer Seite provozierte.
Im Prinzip war die Auseinandersetzung nur eine lokale Fehde zwischen den beiden konkurrierenden dynastischen Häusern, den Seneschallen oder Truchsessen von Waldburg und den Herzögen aus dem Haus Wittelbach, die einen religiösen Beiklang erhalten hatte. Der Disput hatte weitreichende Auswirkungen auf die politische, soziale und dynastische Balance im Heiligen Römischen Reich. Er stellte das Prinzip der Reservatum ecclesiasticum, das im Augsburger Reichs- und Religionsfrieden 1555 etabliert worden war, auf eine harte Probe. Der Friede von 1555 regelte religiöse Probleme durch das Prinzip Cuius regio, eius religio: die Untertanen eines weltlichen Herrschers mussten der Religion ihres Souveräns folgen. Das Reservatum ecclesiasticum nahm die Territorien von Prälaten innerhalb des Reiches (Bischöfe, Erzbischöfe, Äbte/Äbtissinnen) von dieser Regel aus. In einem kirchlichen Gebiet mussten die Einwohner nicht mit ihrem Herrscher die Religion wechseln, wenn dieser konvertierte. Stattdessen hatte der Prälat seine Ämter niederzulegen. Problematischerweise regelte der Frieden von 1555 diesen Prozess nicht im Detail.

### Umstrittene Konvertierung
Agnes von Mansfeld-Eisleben war eine Kanonissin in einem Konvent in Gerresheim. Nach 1579 unterhielt sie eine längere Liaison mit Gebhard von Waldburg-Trauchburg, dem Truchsess von Waldburg. Zur Wahrung ihrer Ehre überzeugten zwei ihrer Brüder Gebhard davon, sie zu heiraten und in Erwägung zu ziehen, für sie zum Calvinismus zu konvertieren. Gerüchte über seine mögliche Konvertierung und die mögliche Niederlegung seiner Ämter verbreiteten sich im Kurfürstentum. Schon früher hatte das Kurfürstentum ähnliche Probleme überwunden. Hermann von Wied war 1547 zum Protestantismus konvertiert und zurückgetreten. Salentin von Isenburg, Gebhards unmittelbarer Vorgänger, war wegen seiner Hochzeit zurückgetreten. Im Dezember 1582 verkündete Gebhard seine Konvertierung und weitete die religiöse Gleichberechtigung von Protestanten im Kurfürstentum aus. Im Februar 1583 heiratete er Agnes. Ende März 1583 wurde er vom Papst exkommuniziert. Das Domkapitel wählte umgehend einen neuen Erzbischof, Ernst von Bayern.
Beide widerstreitende Erzbischöfe beanspruchten sowohl den Bischofsstuhl als auch die Kurfürstenwürde und so scharten sie und ihre Unterstützer Truppen um sich. Zahlenmäßig lag der Vorteil bei Ernst. Der Papst engagierte 5.000 Söldner vom Haus Farnese und sandte diese zur Unterstützung des neugekürten Bayern. Ernsts Bruder Wilhelm, der Herzog von Bayern, stellte seine Armee zur Verfügung und Ernst brachte seinen anderen Bruder Ferdinand dazu, mit seiner Armee das sogenannte Oberstift, die südlichen Gebiete des Kurfürstentums, einzunehmen; dessen Truppen plünderten dort viele Städte und Dörfer.
Mit Unterstützung von Adolf von Neuenahr und dem Grafen Solms konnte Gebhard im Norden und Osten von Kurköln, wo er durch die geographische Nähe zu den rebellischen niederländischen Provinzen Vorteile hatte, einige Gebiete halten. Im Süden jedoch jagten Ferdinands Truppen die Soldaten, die Gebhard im Oberstift zum Schutz von Städten wie Ahrweiler und Linz zurückgelassen hatte; Gebhards Truppen wurden aus ihren Festungen vertrieben, über das Gelände gejagt und schließlich gefangen genommen. Bis Herbst 1583 waren die meisten Gebiete des Oberstifts an Ferdinands Armee gefallen und viele von Gebhards einstigen Verbündeten, darunter sein eigener Bruder, waren von ihm abgefallen. In einigen Fällen hielten sie die Entlassungsvereinbarungen ein, die nach ihrer Gefangennahme getroffen worden waren. Ein starker Unterstützer, Johann Kasimir von Pfalz-Simmern, der Bruder von Kurfürst Ludwig VI. von der Pfalz, kehrte in die Pfalz zurück, als sein Bruder starb. Andere Unterstützer waren durch Gebhards Unfähigkeit, seine Truppen zu bezahlen, frustriert oder durch Drohungen von Kaiser Rudolf II. eingeschüchtert. Ende Oktober hielt Gebhard im Oberstift quasi nur noch die Godesburg bei den Dörfern Godesberg und Friesdorf, die Festung in Bonn und das befestigte Dorf Poppelsdorf.

## Festung
Der Grundstein der Godesburg war am 15. Oktober 1210 auf Geheiß von Dietrich I. von Hengebach, dem Erzbischof von Köln, gelegt worden, dessen Herrschaft über das Kurfürstentum selbst umstritten war und der seine Position daher verteidigen musste. Obwohl seine Feinde Dietrich 1212 absetzten, vollendeten und erweiterten seine Nachfolger die Festung; sie zeichnete sich in den Chroniken der nachfolgenden Jahrhunderte sowohl als symbolische als auch reale Verkörperung der Macht des Erzbischofs von Köln in seinen zahlreichen Kämpfen um Durchsetzung derselben in säkularen und kirchlichen Belangen aus. Außerdem wurde die Festung im späten 14. Jahrhundert zum Aufbewahrungsort für die Wertsachen und Archive des Kurfürsten. Bis zur Mitte des 16. Jahrhunderts wurde das Schloss in der Bevölkerung unter allen möglichen Residenzen als Lieblingssitz des Kurfürsten bezeichnet.

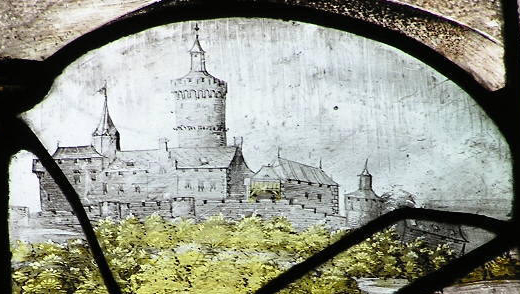
Die Godesburg vor ihrer Zerstörung, abgebildet auf einem bemalten Kirchenfenster um 1500. Von diesem Gemälde wird angenommen, dass es die einzige detaillierte Abbildung der Godesburg vor ihrer Zerstörung ist. Das Bild zeigt das Gebäude von Norden; rechts im Vordergrund sieht man die Michaelskapelle.

Die Befestigungsanlagen waren ursprünglich nach mittelalterlicher Machart angelegt worden. Unter der Herrschaft von Siegfried von Westerburg (1275–1295) hielten sie erfolgreich einer fünfwöchigen Belagerung durch den Grafen von Kleve stand. Nachfolgende Erzbischöfe bauten die Verteidigungsanlagen mit stärkeren Mauern noch weiter aus und versahen den zylindrischen Bergfried mit weiteren Stockwerken. Um die Residenz als solche auszubauen, bauten diese Erzbischöfe zur Erweiterung die Innenräume aus und fügten Verliese und eine Kapelle an; sie befestigten zudem die Mauern mit Türmen und Zinnen, fügten eine Kurtine an und verbesserten die Zufahrtsstraße, die in einer Reihe von Serpentinen zum Tor führte. Bis zu den 1580ern hatte sich die Godesburg nicht nur zur favorisierten Residenz des Kurfürsten entwickelt, sie war auch zu einer sorgfältig konstruierten Steinfestung geworden. Obwohl sie einiges von ihrem mittelalterlichen Charakter erhalten hatte, war sie stellenweise im durch italienische Militärarchitekten populär gewordenen Stil verbessert worden. Die physikalische Lage an der Spitze des Berges erlaubte es nicht, gänzlich im Stile der sternförmigen trace italienne zu bauen; nichtsdestotrotz machte der Kordon aus dicken, abgerundeten Mauern und eisenverstärkten Toren die Verteidiger der Godesburg zu beachtlichen Gegnern. Ihre Lage, etwa 120 Meter über dem Rhein an der Spitze eines steilen Hügels, erschwerte den Artillerieangriff. Die Serpentinen auf der Zufahrtsstraße machten den Einsatz von Rammböcken unmöglich. Außerdem verlangsamten sie Attacken durch Fußsoldaten, die zudem durch die gute Übersichtlichkeit von den Festungsmauern gefährdet waren. Die Verteidiger konnten Angreifer aus vielen Winkeln beschießen.
Festungen wie diese und die sternförmigen Anlagen, die in den flacheren Gebieten der niederländischen Provinzen verbreitet waren, machten die Kriegführung im 16. Jahrhundert zunehmend schwieriger und teurer; ein Sieg war nicht länger nur eine Sache des Schlachtenglücks. Hierfür war vielmehr nötig, von einer befestigten und bewaffneten Stadt zur nächsten zu ziehen und dort Zeit und Geld in einen von zwei möglichen Ausgängen zu investieren. Im Idealfall wurden die Stadtführer durch eine überlegene Streitmacht zur Aufgabe bewegt. Falls die Machtdemonstration durch ein belagerndes Heer die Stadt nicht hinreichend einschüchterte, war die einzig verbleibende Alternative eine teure Belagerung, welche die Stadt in Schutt und Asche legte und mit einem Sturm auf die Ruinen endete. Im ersteren Fall jedoch, wenn sich die Stadt ergab, hätte sie die Truppen auf eigene Kosten einquartieren müssen, den Soldaten wäre es jedoch verwehrt gewesen, zu plündern. Im letzteren Fall wäre den Verteidigern kein Pardon gewährt und den Soldaten freie Hand gelassen worden.

## Belagerung der Godesburg

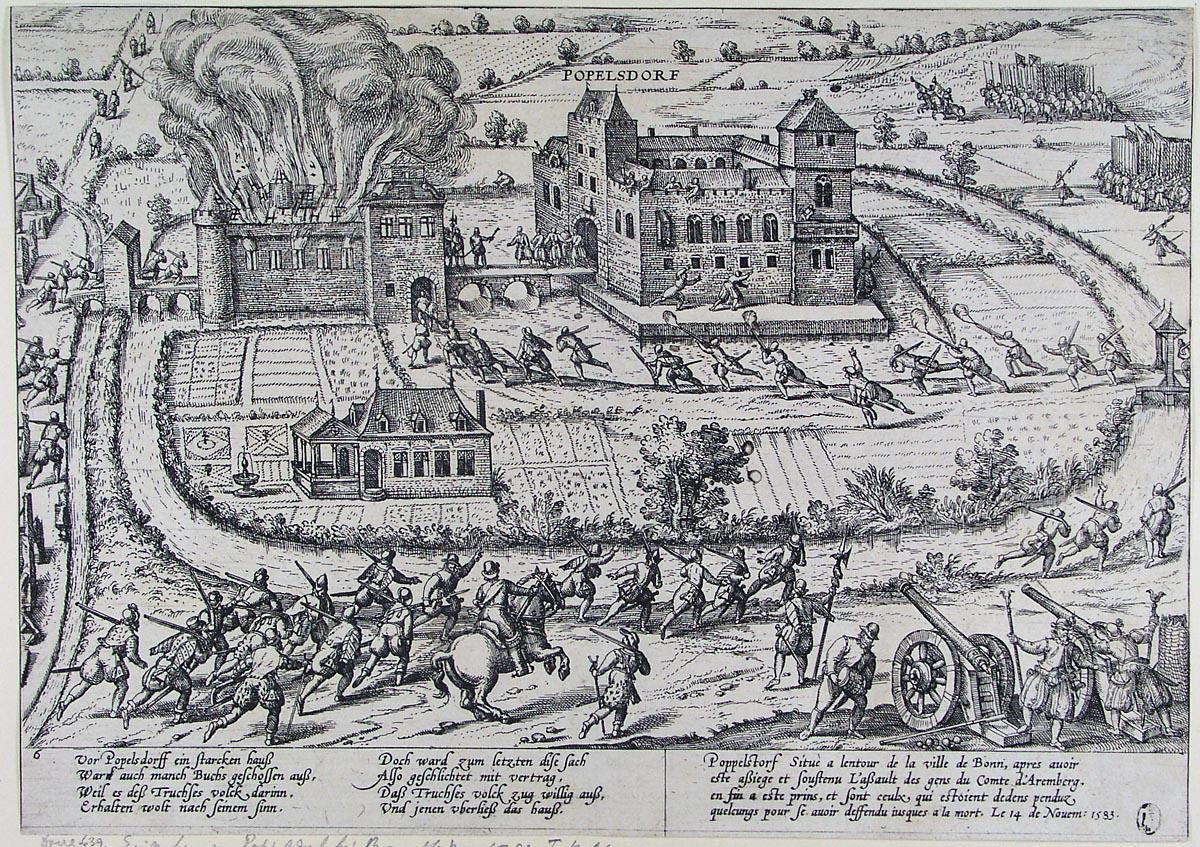
Poppelsdorf, Gebhards Landsitz, wo er seine Braut im Februar zuerst hinbrachte, wurde von Ernsts Truppen Mitte November 1583 eingenommen. Als sie mit Poppelsdorf fertig waren, wandten sie sich nach Godesberg.

Am 13. oder 14. November nahmen Ferdinand von Bayern (Ernsts Bruder) und der Graf von Arenberg das Schloss des Kurfürsten in Poppelsdorf ein; am 18. November wandten sie sich gegen die Godesburg. Diese Festung war um einiges stärker als die in Poppelsdorf und von überragender strategischer Bedeutung für den bevorstehenden Angriff auf Bonn, die Hauptstadt des Kurfürstentums.
Die Godesburg wurde von Oberstleutnant Felix Buchner, Hauptmann der Wache Eduard Sudermann, einer Garnison bestehend aus niederländischen Soldaten und einigen Kanonen verteidigt. Sudermann war ein Patrizier aus Köln und der Sohn des Kölner Juristen Heinrich Sudermann (1520–1591), eines der einflussreichsten Männer der Reichsstadt und der Handelszentren der nördlichen deutschen Staaten. Zeitgenössischen Quellen zufolge lebten etwa 180 Menschen in der Anlage, darunter Bauern, die niederländischen Soldaten und eine unbekannte Anzahl an Frauen und Kindern. In der Festung waren auch einige von Gebhards Gefangenen untergebracht. Der Abt von Heisterbach, Johann von St. Vith, war im Juli 1583 gefangen genommen worden, als Sudermanns Soldaten verschiedene Dörfer der Region gebrandschatzt und das Kloster Heisterbach geplündert hatten. Andere Gefangene in der Godesburg waren unter anderem Gebhard von Bothmer, der Suffragan von Hildesheim, und Capitan Ranucino aus Florenz, der festgesetzte Kommandant von Deutz.
Zur Belagerung führte Ferdinand mehr als 400 Mann Fußvolk und fünf Schwadronen Berittene heran, sowie ein halbes Dutzend schwerkalibrige Kanonen, sogenannte Kalverinen. Seine Soldaten, darunter spanische und italienische Söldner, bezogen in den umliegenden Dörfern Quartier, ein Prozess, der von Plünderungen, Brandstiftungen, Vergewaltigungen und Morden begleitet wurde. Am 18. November, dem ersten Tag der Belagerung, schickte Ferdinand einen Trompeter und begehrte formal die Kapitulation; die verteidigende Garnison antwortete, dass sie Gebhard ihre Gefolgschaft geschworen hatte und für ihn bis zum Tode kämpfen würde.

### Kanonade (18.–28. November 1583)

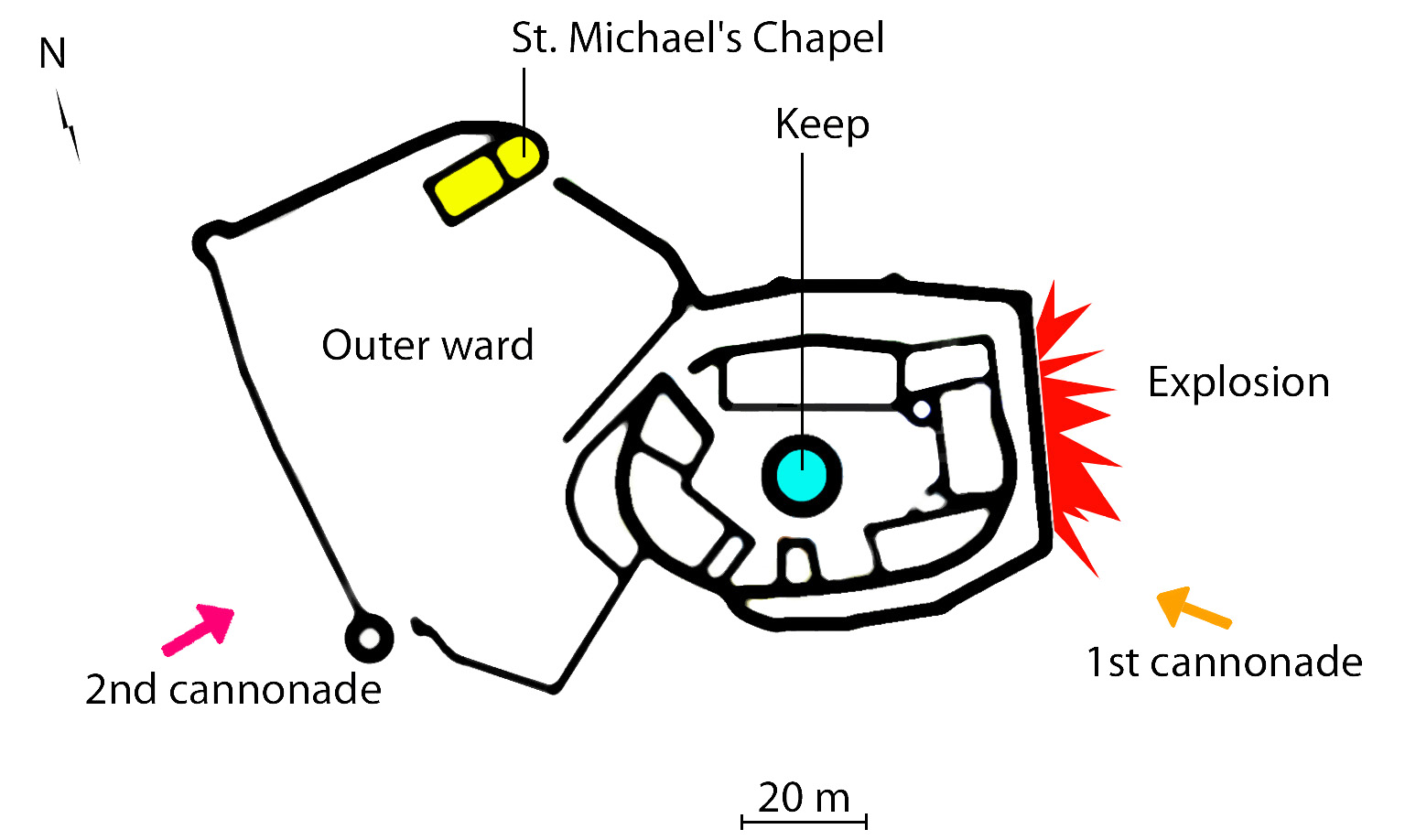
Der erste Beschuss kam aus Richtung Südost; die Kanonen waren im Dorf Godesberg am Fuß des Berges platziert worden. Die zweite Kanonade wurde von einem Weinberg im Westen aus der Richtung Schweinheims unternommen; zeitweise konnten die äußeren Mauern durchbrochen werden.

Als Reaktion hierauf übernahm Ferdinand die Kontrolle über das Dorf am Fuß des Berges und umzingelte die Bastion. Er befragte zwei Tage lang die Einheimischen, um herauszufinden, welcher Angriffswinkel den meisten Erfolg verspräche. Die gebräuchlichen Belagerungsgeräte – Belagerungsturm, Trebuchet und Armbrust – verhießen wenig Erfolg. Die Distanz zwischen den Außenmauern und dem Talsockel und die Steigung des Hügels, auf dem sich die Godesburg befand, machten die Burg für Angriffe mit derartigen Waffen unerreichbar. Die Belagerer hatten keine andere Wahl, als teure Artillerie zu benutzen, obwohl der Angriffswinkel auch deren Effektivität einschränkte. Zu Beginn brachte Ferdinand drei Kanonen am Fuß des Berges in Stellung, im Dorf Godesberg. Tagsüber beschossen die Angreifer die Burgmauern mit Kanonenkugeln und Granaten. In der Nacht reparierten die Verteidiger die Schäden wieder. Bei Tagesanbruch begann der Angriff von neuem. Ferdinands Kanonen waren wie seine Mörser gegen die Festungsmauern nahezu wirkungslos; während der Kanonade wurden durch Gegenfeuer sogar einige der Geräte zerstört. Gebhard begriff von seinem Zufluchtsort im Norden sehr wohl die Bedeutung eines Verlusts der Godesburg, konnte zu ihrer Verteidigung und zur Unterstützung der Garnison aber kaum beitragen. In einem Versuch, finanzielle Unterstützung von protestantischer Seite zu erlangen, schrieb er dem Erzbischof von Canterbury in London im November 1583: „Wahrlich, der römische Antichrist lässt nichts unversucht, uns und unsere Kirchen zu unterdrücken …“
Obwohl finanzielle Hilfe aus England nicht eintraf, konnte Ferdinand die Verteidigungsstellungen auch so nicht durchbrechen. Am 28. November, zehn Tage nach Beginn der Belagerung, hatte die Artillerie tausende Pfund Schwarzpulver bei der nutzlosen Bombardierung verschwendet. Ferdinand verlegte seine Kanonen daraufhin auf eine erhöhte Stellung auf einem Weinberg im Westen der Godesburg. Dies ermöglichte eine günstigere Flugbahn zum Beschuss der Mauern der Vorburg der Godesburg. Innerhalb weniger Stunden wurden diese durch die Kanonade zerstört. Ferdinand schickte drei italienische Experten, um den Durchbruch zu untersuchen und ihn hinsichtlich des weiteren Vorgehens zu beraten; selbst während der Untersuchung unter Beschuss geraten, kamen die Italiener zu dem Ergebnis, dass ein Sturmangriff auf die Burg schwere Verluste zur Folge haben würde. Die Verteidiger hatten noch immer den Höhenvorteil und konnten aus zahlreichen Türmen und Verteidigungsstellungen in den Mauern auf die Angreifer schießen. Ferdinand entschied, dieser Taktik nicht zu folgen. So blieben ihm noch zwei Optionen: die Belagerung aufzugeben, was ihm nicht möglich war, oder die Festung in die Luft zu sprengen. Letzteres würde als allerletzter Ausweg die Festung als solche unbrauchbar machen. Während er überlegte, flickten die Verteidiger bereits wieder die Lücken in der Mauer und verstärkten sie sogar noch, was sie noch widerstandsfähiger als zuvor machte. Die Verteidiger entfernten außerdem das Dach der St.-Michaels-Kapelle in der Vorburg, brachten auf den Mauern Geschütze in Stellung und füllten die Kapelle mit Erde, um ihre Mauern zu verstärken.

### Unterminierung (vollendet am 16. Dezember 1583)
Widerwillig ordnete Ferdinand an, Sappen an den Flanken des Berges anzulegen. Diese Arbeiten waren schwierig und gefährlich – die grabenden Soldaten arbeiteten unter ständigem Beschuss durch die Verteidiger, die mit Handfeuerwaffen und Kanonen auf sie schossen und Steine und Geröll auf ihre Köpfe niederregnen ließen. Ferdinand zwang einheimische Bauern, sich an den Arbeiten zu beteiligen, was die Verluste unter seinen eigenen Männern minimierte, viele der Bauern jedoch das Leben kostete.
Am 6. Dezember erreichten die Arbeiter die südöstliche Seite der äußersten Mauer der Festung und verbrachten darauf weitere 10 Tage damit, den Basalt, auf dem die Burg stand, zu unterminieren. Sie schlossem ihre Arbeiten am 16. Dezember ab und platzierten 680 kg Schwarzpulver in der Mine unter dem Schloss. Ferdinand berichtete seinem älteren Bruder, Herzog Wilhelm, in einem Brief vom 15. Dezember über den Fortschritt der Belagerung: „Nun steht aber das Schloß auf einem lauteren Felsen. Nichtsdestoweniger sind wir aber gestern schon unter die Schloßmauer gekommen und verhoffen, es in zwei oder drei Tagen gegen Himmel zu schicken.“

### Zerstörung der Burg (17. Dezember 1583)

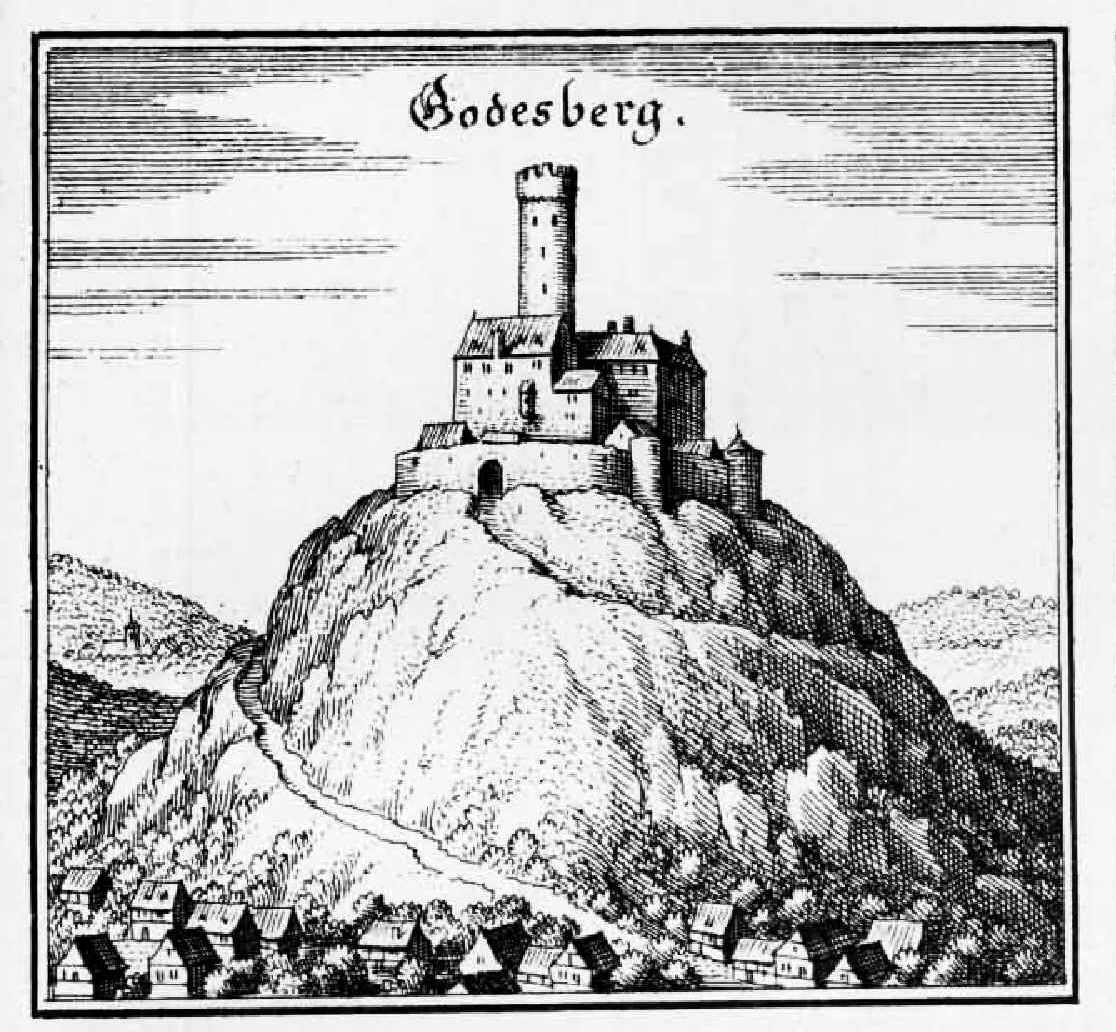
Diese Gravur des Schweizer Künstlers Matthäus Merian (1593–1650) zeigt die Festung vor ihrer Zerstörung.

Am 17. Dezember forderte Ferdinand die Verteidiger erneut auf, sich zu ergeben. Sie gaben ihm zur Antwort, dass sie noch nicht einmal die Bedeutung dieses Wortes kennten und die Godesburg bis zum letzten Mann halten würden. Ein Bericht vom 23. Dezember hält fest, dass die Verteidiger zu ihrem Mittagessen zurückkehrten, nachdem sie Ferdinand eine rüde Abfuhr erteilt hatten.
Ferdinand befahl 400 Männern, die Gräben zu besetzen; diese Männer sollten die Burg nach der Explosion der Mine stürmen. Der Rest seiner Kavallerie und der Infanterie sollte in den untengelegenen Feldern abwarten. Einige Quellen behaupten, dass die Lunte um ca. 13:00 Uhr angezündet wurde, doch der lokale Historiker Heinrich Joseph Floß meinte, die Darstellung in diesen Quellen sei inkorrekt und die Explosion hätte sich eindeutig am Morgen ereignet. Alle Quellen sind sich jedoch einig, dass die Explosion ganze Brocken des Turmes und der Mauern mit einem fürchterlichen Krachen in die Luft schleuderte. Fast die halbe Godesburg brach sofort in sich zusammen. Einem Zeitungsbericht vom 13. Januar 1584 zufolge regnete Schutt auf das Dorf im Tal, beschädigte zahlreiche Häuser und zerstörte einige von ihnen sogar vollständig.
Inmitten der Flammen und dem Schutt versuchten Arenbergs und Ferdinands Truppen, die Burg zu stürmen, fanden den Weg jedoch durch das Geröll versperrt, das sie durch ihre Sprengung selbst verursacht hatten. Außerdem leisteten die verbliebenen Verteidiger noch immer erbittert Widerstand, obwohl fast die Hälfte der Garnison durch die Explosion und die dadurch verursachten Einstürze getötet worden war. Indem sie hartnäckig Felsen auf die herannahenden Angreifer herabwarfen, verursachten sie bei diesen hohe Opferzahlen. Frustriert banden 40 oder 50 der Angreifer zwei Leitern zusammen und krochen durch das Abwassersystem des Aborterkers, der auf den Hügel entleert wurde, und erlangten so Zutritt zum Burginneren. Dort töteten sie etwa 20 der Verteidiger in heftigen Kämpfen; die verbleibenden etwa 70 Männer, unter ihnen Buchner und Sudermann, der Garnisonskommandant und der Oberstleutnant, suchten Zuflucht im Bergfried. So konnte Ferdinands Infanterie letztlich doch noch unbedrängt die Festung betreten. Der Sturm auf das Schloss hatte etwa zwei Stunden gedauert.
Buchner blieb nichts anderes übrig, als Verhandlungen zu eröffnen, wobei er die im Schloss Internierten als Geiseln gebrauchte. Er präsentierte sie am Tor des Bergfrieds und machte deutlich, dass sie getötet werden würden, wenn Ferdinand nicht sein Leben, das seiner Frau und Sudermanns verschonen würde. Ferdinand ging auf Buchners Forderungen ein; einige Quellen behaupten, dass der Abt von Heisterbach, einer der Gefangenen, während seiner Gefangenschaft von Buchner milde behandelt worden und selbst für die Schonung dessen Lebens eingetreten sei. Die Gefangenen wurden freigelassen. Unter einigen der Geisteshaltung der Belagerer geschuldeten Schwierigkeiten brachten Ferdinand und Arenberg die Buchners und Sudermann lebend aus der Burg. Sobald sich diese und die Geiseln in sicherer Entfernung zur Festung befanden, ließ Ferdinand seinen Männern freie Hand, die sich in einer grässlichen Stimmung befanden und nach Blut und Plünderei dürsteten. Alle im Bergfried Verbliebenen – Soldaten, Männer, Frauen und Kinder – wurden ermordet, manche noch im Bergfried, andere im Burghof; das Gemetzel dauerte bis in die Nacht. Die 178 Toten der Festung wurden in zwei Massengräbern bestattet, deren Lage unbekannt ist. Unter den bei der Zerstörung und Stürmung der Burg ums Leben Gekommenen war auch einer der Internierten, ein Vikar aus Hildesheim. Der Suffragan von Hildesheim befand sich ebenfalls nicht unter den Geretteten: Er war noch während seiner Einkerkerung gestorben, kurz bevor das Schloss gestürmt worden war.
Gebhard verlor ein wichtiges Bollwerk im Oberstift und Ernsts Truppen hatten nur Ruinen erobert. Die Residenz war unbewohnbar und die Befestigungsanlagen waren kaum mehr als Schutt. Der Bergfried hatte die Sprengung überlebt und verschiedene Armeen benutzten ihn im Dreißigjährigen Krieg als Aussichtsturm. Ernsts Truppen unter dem Befehl seines Bruders ergossen sich in die Region und der Abschnitt zwischen Godesberg und Bonn glich eher einem Militärlager als einer Straße. Wallonische Reiter und Schwadronen italienischer Kavallerie, die vom Papst bezahlt worden waren, sprengten hin und zurück. 40 Infanteriekompanien schleppten sich nach Bonn, darunter die Wallonen und Bayern. Zweck war die Belagerung von Bonn, der Hauptstadt des Kurfürstentums, die am 21. Dezember 1583 aufgenommen wurde und bis zur Einnahme Bonns am 28. Januar 1584 dauerte.

## Nachspiel

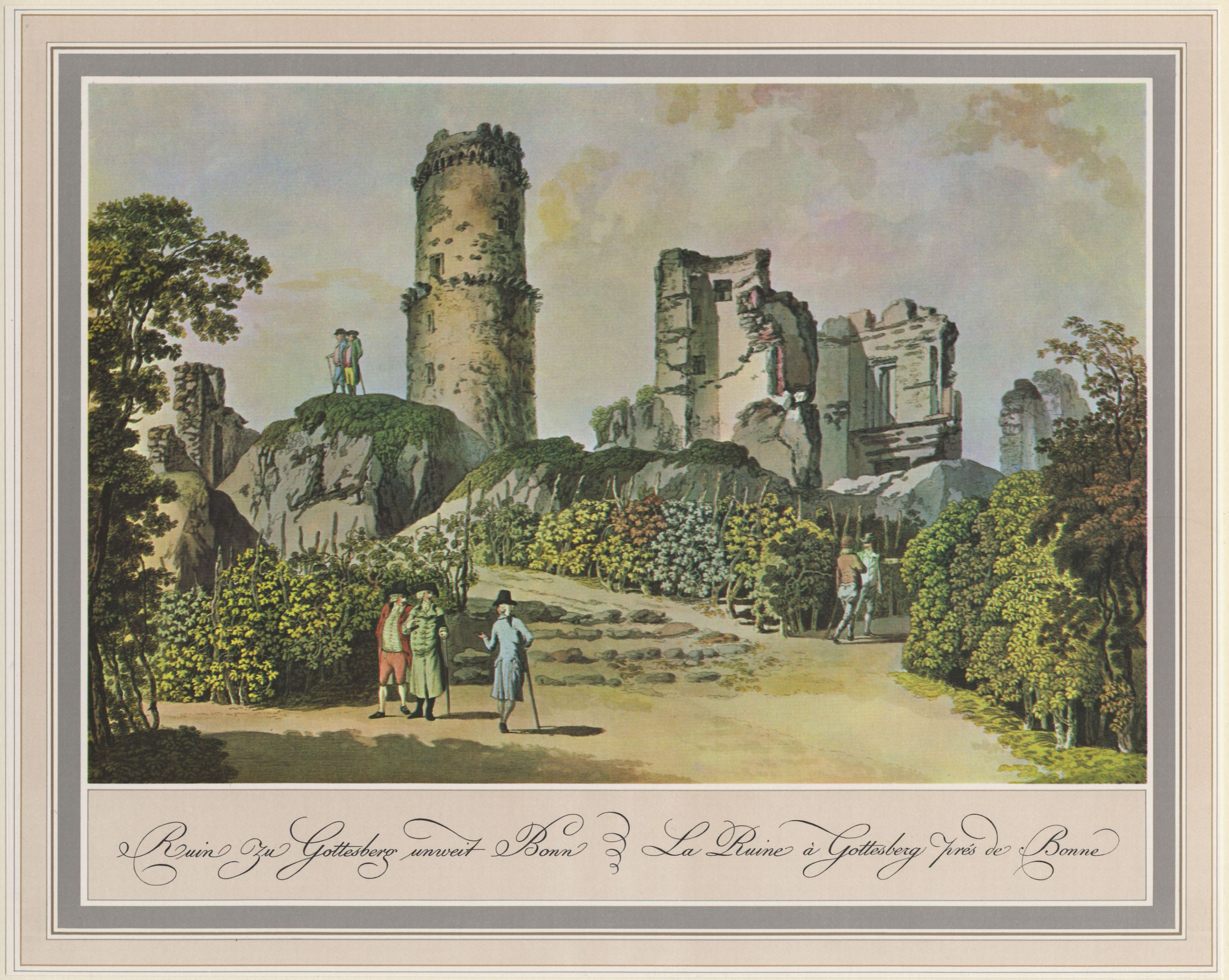
Diese Abbildung aus dem 18. Jahrhundert zeigt die Auswirkungen, die die Explosion auf die dicken Steinmauern hatte.

Die Belagerung und Zerstörung der Godesburg war ein Vorbote der Ereignisse, die noch kommen sollten. Es war die erste von vielen Belagerungen im Truchsessischen Krieg und der Verlust der Burg führte letztlich nicht nur zum Fall Bonns, sondern auch zur Einnahme anderer bedeutender Städte in Kurköln, darunter Hülchrath, Neuss und Werl. Zahlreiche andere kleinere befestigte Städte wie Gelsenkirchen, Unkel und Brühl wurden während oder nach der Belagerung ebenfalls entweder schwer beschädigt oder ganz zerstört. Zu den Zerstörungen in den Städten kam hinzu, dass Ernsts Unterstützer die Importe und Exporte im Kurfürstentum stark eingeschränkt hatten, was nicht nur Gebhards Finanzen lähmte, sondern auch den Einwohnern wirtschaftliche Not bescherte.
Fortschritte in der Militärarchitektur aus dem vorangegangenen Jahrhundert hatten dazu geführt, dass Festungen so konstruiert oder verstärkt werden konnten, dass sie dem Beschuss durch Kanonenkugeln oder Granaten standhalten konnten. Sowohl für Gebhard als auch für Ernst bestand daher die einzige Möglichkeit, den Krieg zu gewinnen, darin, genügend Männer zu mobilisieren, um die schier endlose Anzahl an feindlichen Artilleriefestungen einzukreisen. Diese konnten durch eine relativ kleine Besatzung gehalten werden, ihre Einnahme erforderte jedoch eine hohe Anzahl an teuren Geschützen und Männern, um die Mauern zu erstürmen. Außerdem mussten die eingenommenen Burgen vom Sieger unterhalten und verteidigt werden. Sogar die Ruinen der Godesburg erforderten eine Garnison und eine Defensivstrategie; als strategisch wichtige Stellung an der Nord-Süd-Verbindung von Bonn nach Koblenz wurden sie 1586 und abermals 1588 erneut belagert. Der Truchsessische Krieg war ähnlich wie der niederländische Aufstand kein Krieg, bei dem sich Armeen versammelten, um sich offen zu Felde zu bekämpfen, sondern war geprägt durch zahlreiche Belagerungen. Dafür waren Männer, die die Kriegsmaschinen bedienen konnten, hohe ökonomische Ressourcen zur Ausbildung und Unterhaltung dieser Männer sowie der politische und militärische Wille, die Kriegsmaschinerie am Laufen zu halten, erforderlich.

Das heutige Wappen von Bad Godesberg zeigt den Bergfried und den schlichten weißen Schild mit schwarzem Kreuz des Kurfürstentums Köln.

Die Zerstörung einer derart prominenten Festung war ein nachrichtenwürdiges Ereignis. Als Frans Hogenberg und Georg Braun ihre Civitates Orbis Terrarum, eine Sammlung wichtiger Regionen und Schauplätze, zusammenstellten, nahmen sie Hogenbergs Gravur der Zerstörung nicht nur als wichtige Sehenswürdigkeit auf, sondern bezeichneten sie als wichtiges Ereignis. Hogenberg lebte 1583 in Köln und Bonn und hatte den Schauplatz wahrscheinlich selbst gesehen. Nach der Einnahme der Godesburg fanden die Bayern eine große marmorne Steinplatte in den Ruinen: den Grundstein des Schlosses, der durch die Explosion verschoben worden war. Der Stein ist ein Block aus schwarzem Marmor mit der folgenden lateinischen Inschrift, die an die Errichtung der Festung durch Dietrich I. von Hengebach 1210 erinnert: ANNO · D(OMI)NI · M·C·C·X · GUDENSBERG · FUNDATUM · E(ST) · A · TEODERICO · EP(ISCOP)O · I(N) · DIE · MAUROR(UM) · M(A)R(TYRUM). Eine Goldinschrift wurde an der Rückseite des Steines hinzugefügt, der zufolge er an der Spitze des zerstörten Mauer gefunden wurde. Ferdinand nahm den Stein mit nach München, wo er in einem Museum neben einem Fresko zum Gedenken an die Belagerung aufbewahrt wurde. Heutzutage befindet sich der Stein im Rheinischen Landesmuseum in Bonn.

### Langzeitfolgen
Gebhards endgültige Niederlage veränderte das Kräftegleichgewicht im Kurfürstenkollegium im Heiligen Römischen Reich. 1589 wurde Ernst von Bayern unangefochtener Kurfürst von Köln, der erste Wittelsbacher in dieser Position. Die Macht der Wittelsbacher in den nordwestlichen deutschen Territorien hielt sich bis in die Mitte des 18. Jahrhunderts, was sich in der wiederholten Wahl bayerischer Prinzen auf den Erzbischofsstuhl und somit ins Kurfürstenamt zeigte. Damit hatte die Familie Wittelsbach zwei Stimmen bei der Kaiserwahl, was Auswirkungen im 18. Jahrhundert hatte. 1740 zettelte Herzog Karl von Bayern einen Krieg um den Kaisertitel an; sein Bruder Clemens August von Bayern, der damalige Erzbischof und Kurfürst von Köln, gab Karl seine Stimme und krönte ihn persönlich in Frankfurt am Main zum Kaiser. Die Verschiebung der Innehabung des Reichsapfels vom Hause Habsburg auf das Haus Wittelsbach, wenngleich von kurzer Dauer, wurde erst durch die Thronbesteigung von Maximilian III. Joseph geklärt, der im Frieden von Füssen auf alle kaiserlichen Ansprüche verzichtete.

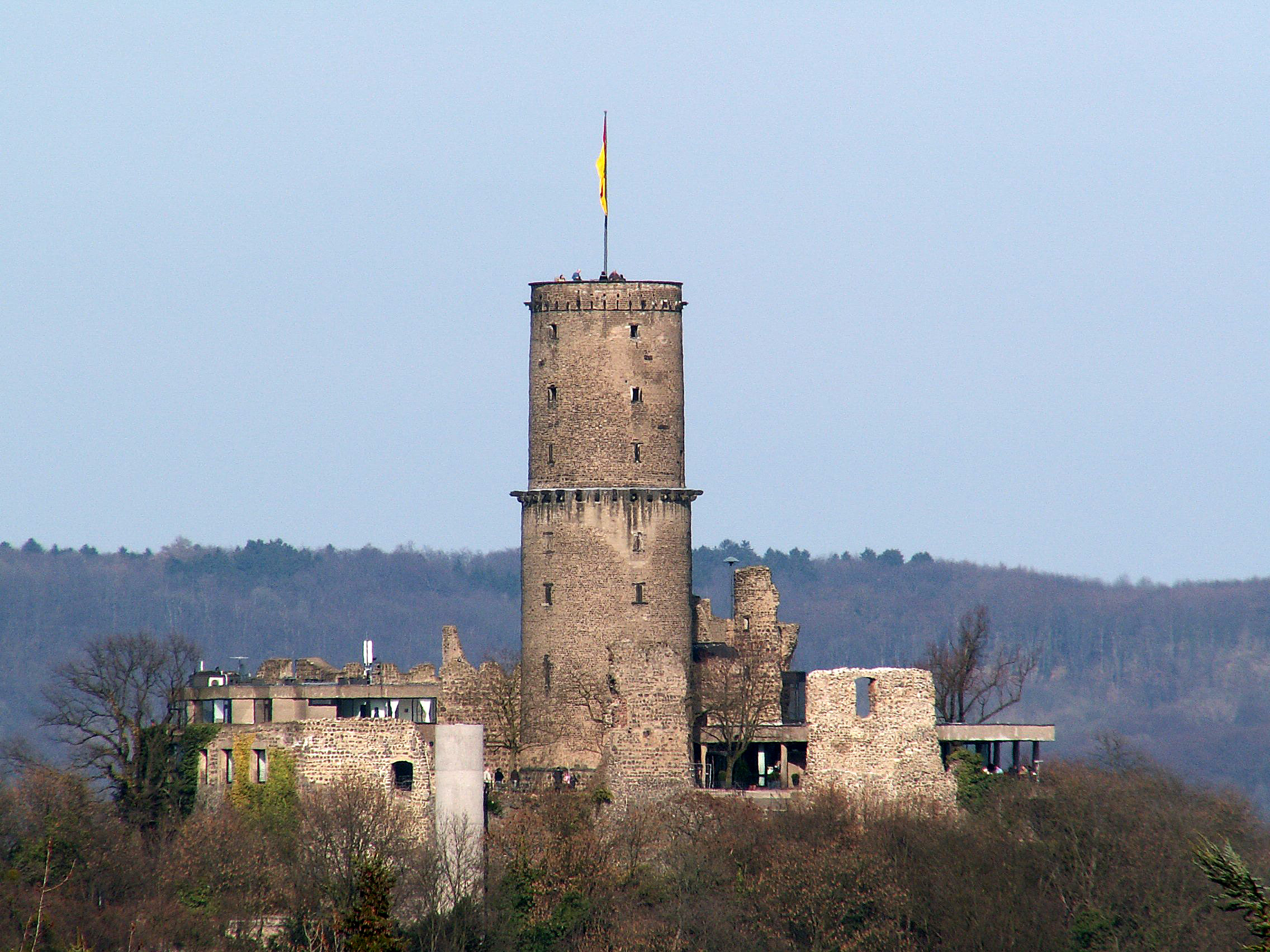
Die Godesburg heute.

Gebhards Niederlage veränderte zudem das religiöse Gleichgewicht in den nordwestlichen Staaten. Obwohl der Friede von Augsburg (1555) bereits zuvor das Problem religiöser Pluralität behandelt hatte, verwandelte die dort gefundene Lösung eigentlich simple und lokal begrenzte rechtliche Konflikte potentiell in dynastische und religiöse Kriege, wie der Truchsessische Krieg selbst zeigt. Das Ergebnis dieses Krieges verschaffte der Gegenreformation ein Standbein am unteren Rhein. Ernst selbst war von Jesuiten erzogen worden. Sobald seine Position gefestigt war, lud er Jesuiten auf seine Gebiete ein, um ihm bei der Rekatholisierung behilflich zu sein, eine Aufgabe, derer sich der Orden eifrig annahm. Sie entfernten protestantische Pfarrer teilweise mit Gewalt aus den Gemeinden und stellten eine Erziehung nach dem Katechismus der Katholischen Kirche wieder her. Sogar wenn Kommunen rekonvertiert erschienen, erhielten die Jesuiten eine strenge Aufsicht aufrecht, um widerspenstige Protestanten oder Abtrünnige aufzuspüren. Die Wiedereinführung des Katholizismus verzögerte die Lösung der religiösen Probleme in Deutschland um ein weiteres halbes Jahrhundert.
Schließlich verursachte die im Vergleich mit zunehmend zentralisierten anderen europäischen Staaten wie Frankreich, England und Spanien traditionell hohe lokale und regionale Autonomie in deutschen Landen strukturelle und kulturelle Unterschiede im Heiligen Römischen Reich. Die unverfrorene Einmischung spanischer, französischer, italienischer, niederländischer, englischer und schottischer Söldner in den Kriegen sowie der Einfluss des päpstlichen Goldes verschärfte die Dynamik interner deutscher konfessioneller und dynastischer Konflikte. Die großen „Spieler“ auf der Bühne der modernen europäischen Politik hatten erkannt, dass sie ihre eigene Position dadurch stärken konnten, indem sie sich gegenseitig vis-a-vis bei lokalen und regionalen Streitigkeiten unter deutschen Fürsten halfen, förderten oder untergruben, wie sie es bei der Auseinandersetzung zwischen Gebhard und Ernst getan hatten. Umgekehrt nutzten die deutschen Prinzen, Fürsten und Grafen die Gelegenheit, die Überhand über ihre Kontrahenten zu gewinnen, indem sie sich den Anliegen ihrer mächtigen Nachbarn anschlossen.
Das Ausmaß der Einmischung von ausländischen Söldnerarmeen wie der spanischen Armee von Flandern schuf ein Präzedens, das Konflikte um lokale Autonomie oder religiöse Streitfragen in den deutschen Staaten internationalisierte. Dieses Problem konnte erst im Westfälischen Frieden 1648 teilweise gelöst werden. Trotz dieses Friedens blieben die deutschen Staaten auch danach noch anfällig sowohl für ausländische Einmischungen als auch religiöse Spaltungen wie im Truchsessischen Krieg.